# Batalha de Killiecrankie
A Batalha de Killiecrankie (em gaélico escocês:  Blàr Choille Chnagaidh), também conhecida como a Batalha de Rinrory, ocorreu em 27 de julho de 1689 durante o levante jacobita escocês de 1689. Uma força jacobita sob John Graham, Visconde Dundee, derrotou um exército governamental comandado por Hugh Mackay.
James VII foi para o exílio, em dezembro de 1688, depois de ser deposto pela Revolução Gloriosa na Escócia. Em março de 1689, ele começou a Guerra Williamita na Irlanda, com uma revolta simultânea liderada por Dundee, anteriormente comandante militar na Escócia.
Prejudicado pela falta de homens e recursos, Dundee apostou em uma batalha decisiva que esperava atrair mais apoio. Embora Killiecrankie tenha sido uma vitória inesperada e impressionante, seu exército sofreu pesadas baixas e ele foi morto nos seus minutos finais. A batalha pouco fez para mudar a posição estratégica geral, e os jacobitas não conseguiram tirar proveito de seu sucesso.

## Antecedentes

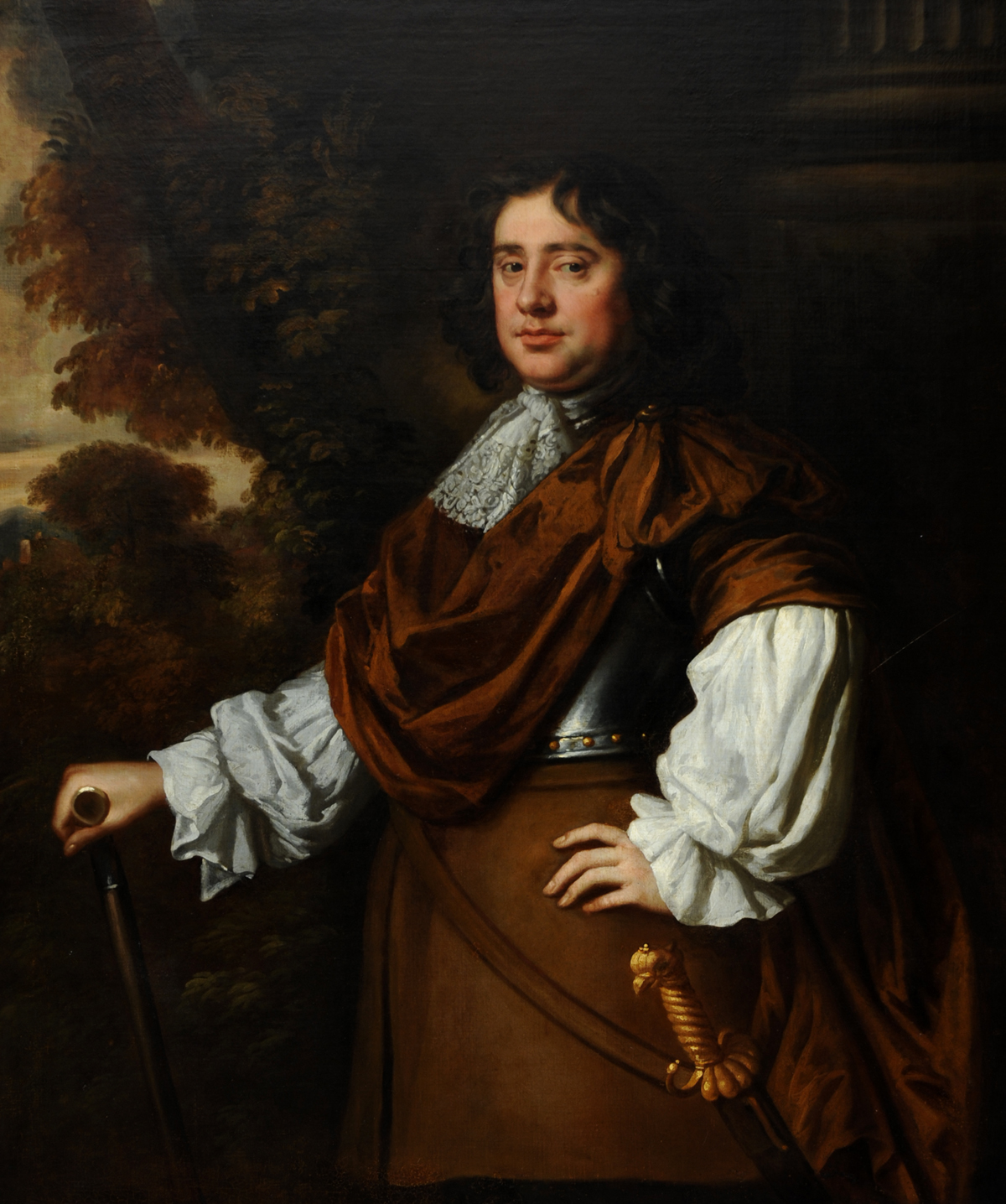
Visconde Dundee, por volta de 1679, comandante jacobita na Escócia; o levante perdeu muito de seu ímpeto após sua morte em Killiecrankie.

Em fevereiro de 1685, os católicos James II e VII chegaram ao poder com amplo apoio; as Guerras dos Três Reinos de 1638 a 1651 significaram que muitos na Inglaterra e na Escócia temiam as consequências de ignorar o "herdeiro natural". Um desejo de estabilidade levou ao rápido colapso da Rebelião de Monmouth e do Levante de Argyll em junho de 1685, ambas lideradas por dissidentes protestantes.
Em 1680, mais de 95% dos escoceses pertenciam à Igreja da Escócia, ou kirk; Os católicos eram menos de 2% da população e até mesmo outras seitas protestantes foram barradas. A Lei do Teste Escocês de 1681 exigia que os titulares de cargos públicos fossem membros da kirk; As tentativas de James de revogá-lo minaram seus próprios apoiadores, enquanto recompensavam os presbiterianos extremistas que apoiaram Argyll em 1685.
Em junho de 1688, dois eventos transformaram a dissidência em crise, sendo o primeiro o nascimento de James Francis Edward em 10 de junho. Isso criou a perspectiva de uma dinastia católica, em vez de James ser sucedido por sua filha protestante Mary e seu marido William de Orange. A segunda foi a acusação dos Sete Bispos, que parecia estender a política oficial além da mera tolerância ao catolicismo para um ataque à igreja estabelecida. Sua absolvição em 30 de junho destruiu a autoridade política de James na Escócia e na Inglaterra.
Em 1685, muitos temiam um retorno à guerra civil se James fosse contornado; em 1688, tumultos anticatólicos fizeram parecer que apenas sua remoção poderia impedir uma tal guerra. William desembarcou em Brixham em 5 de novembro com 14.000 homens; à medida que avançava, o exército de James desertou e ele foi para o exílio em 23 de dezembro. O Parlamento da Inglaterra ofereceu o trono inglês a William e Mary em fevereiro de 1689, no evento que ficou conhecido como a "Revolução Gloriosa".
Em 14 de março, uma Convenção se reuniu em Edimburgo para chegar a um acordo para a Escócia. A Convenção foi dominada por partidários da nova administração, com "jacobitas" restritos àqueles ligados a James por religião ou laços pessoais. No entanto, o número de ativistas de ambos os lados era pequeno, a grande maioria não se entusiasmava com qualquer uma das opções. Em 12 de março, James desembarcou na Irlanda, e a Convenção ofereceu o trono escocês a William e Mary em 11 de abril. No dia seguinte, Dundee levantou o Estandarte Real na colina de Dundee Law.

## Ações militares iniciais
O comandante militar de William na Escócia era o general Hugh Mackay, chefe da veterana Brigada Escocesa Holandesa. Sua força de 3.500 homens incluiu os regimentos da Brigada de Mackay, Balfour e Ramsay, o regimento inglês de Hastings e duas unidades escocesas recém-criadas. Quando Ewen Cameron de Lochiel soube do desembarque de William, ele começou a recrutar homens para lutar por James, mas a natureza de curto prazo da guerra de clãs significava que essa força precisava ser usada o mais rápido possível.
Em abril, Dundee juntou-se a ele em Glenroy e em 18 de maio, levou sua força de cerca de 1.800 Highlanders e tentou atrair Mackay para a batalha. Ele foi mal sucedido e retornou em junho, após o que a maioria dos membros do clã foi para casa, deixando-o com menos de 200 homens. Em 27 de junho, Dundee escreveu ao Conde de Melfort pedindo reforços; a perda de Kintyre após a Batalha de Loup Hill tornou o reabastecimento da Irlanda extremamente difícil e a carta detalha pontos de desembarque alternativos. Com o passar do tempo, sua posição enfraqueceu devido a deserções contínuas, a rendição do Castelo de Edimburgo em 14 de junho foi especialmente desencorajadora.
Seus pedidos de recursos adicionais foram negados, em parte devido a uma disputa interna com os católicos "não compostos", que dominavam a corte de Jaime na Irlanda e o exortaram a recusar quaisquer concessões para recuperar seu trono. Dundee e outros jacobitas escoceses eram em sua maioria "compositores" protestantes, para quem as concessões eram essenciais e, portanto, vistas com suspeita. Os únicos reforços enviados para a Escócia foram 300 soldados irlandeses sob o comando do católico Alexander Cannon, que desembarcou perto do Castelo Duart em 21 de julho.
Uma guarnição "jacobita" sob Patrick Stewart de Ballechin ocupou o Castelo de Blair, um ponto estratégico que controla o acesso às Terras Baixas e sede de John Murray, 1º Marquês de Atholl. Isso ilustra quantas famílias equilibraram os dois lados; alegando problemas de saúde, Atholl foi para a Inglaterra, deixando seu filho mais velho, John Murray, para "sitiar" sua casa ancestral. O próprio Stewart era um retentor de confiança da família e um dos principais tenentes de Atholl na supressão do Levante de Argyll em 1685.
No final de julho, reforços jacobitas chegaram a Blair; Murray se retirou e Mackay deslocou-se para o norte para apoiá-lo, com algo em torno de 3.600 e 5.100 soldados. Vendo uma chance de interceptar, Dundee partiu com suas forças disponíveis, ordenando que os clãs o seguissem "com toda a pressa". Os filhos de Lochiel foram enviados para levantar impostos adicionais; ele e 240 Camerons mais o contingente irlandês de Cannon chegaram a Blair em 26 de julho.

## Batalha

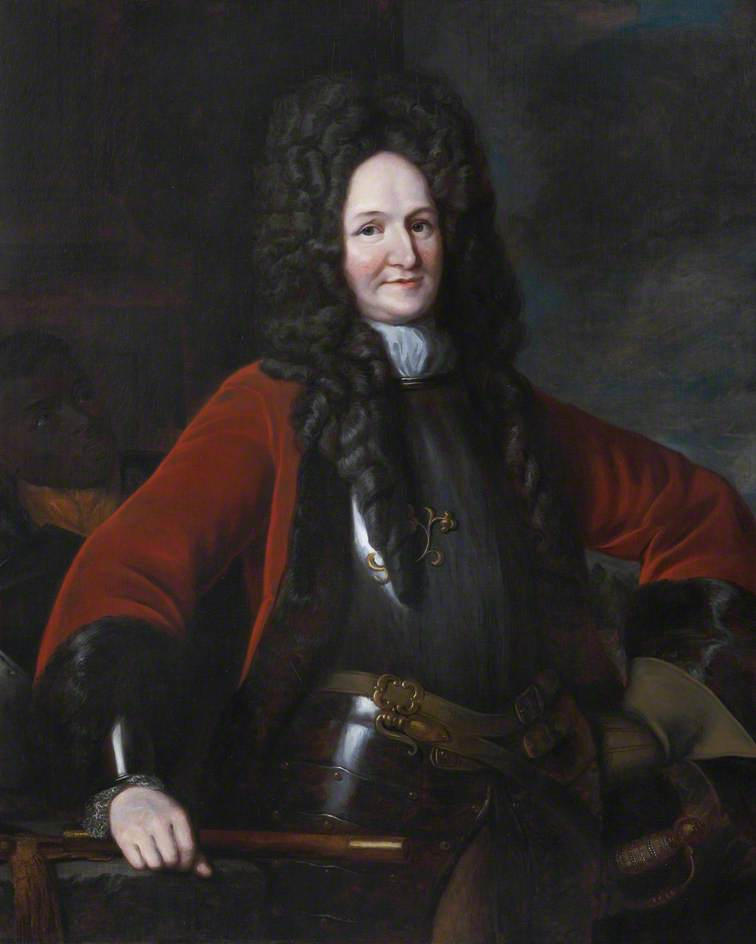
Comandante do governo Hugh Mackay c.1640–1692; Dundee serviu com ele na Brigada Escocesa.

Na manhã de 27 de julho, Dundee soube que as forças de Mackay estavam entrando no Passo de Killiecrankie, uma trilha de quase 3 km (1.9 mi) de comprimento com o rio Garry à esquerda e colinas íngremes de ambos os lados. Sir Alexander McLean e 400 homens foram enviados para lutar com a guarda avançada, enquanto Dundee reunia o resto de suas tropas nas encostas mais baixas de Creag Eallich, ao norte da passagem. À medida que avançavam pela passagem, o exército governamental colocou os jacobitas no terreno alto acima do campo de  batalha e com o rio atrás, enquanto a trilha estreita tornava o avanço ou recuo igualmente perigosos. Mackay parou, saiu da trilha e desdobrou suas tropas voltadas para cima em uma longa linha de apenas três homens de profundidade para maximizar o poder de fogo.
A força de Mackay incluía os regimentos de Balfour, Ramsay e Mackay da Brigada Escocesa, juntamente com os regimentos recém-criados de Kenmure e Leven, parte do regimento de Hastings, e 100 cavalareiros. Como a mais experiente, a Brigada Escocesa sob Balfour e Lauder foi colocada à esquerda, o que proporcionou o melhor campo de tiro.
Os jacobitas formaram colunas e estavam em posição no final da tarde, mas Dundee esperou até o pôr do sol, pouco depois das 20:00h para começar seu ataque. A linha de frente de Balfour disparou três rajadas, matando quase 600 Highlanders, mas seu fogo foi parcialmente mascarado por um terraço raso na encosta, enquanto os regimentos à sua direita aparentemente fugiram sem disparar um tiro. Seguindo suas táticas usuais de carga Highlander, os Highlanders dispararam uma única rajada a 50 metros, largaram seus mosquetes e, usando machados e espadas, chocaram-se violentamente contra o centro de Mackay.
Killiecrankie é o primeiro uso registrado pelas tropas britânicas da baioneta de plugue, a qual aumentou o poder de fogo eliminando piqueiros. A baioneta era "plugada" no cano do mosquete, impedindo novas recargas ou disparos, então fixá-las era adiado até o último momento possível. A inexperiência em seu uso e a velocidade da carga Highlander deixaram as tropas do governo indefesas e muitos fugiram, abandonando Balfour, que foi morto junto com James Mackay, irmão mais novo de Hugh.

## Consequências
Mackay conseguiu reformar os regimentos de Hastings e Leven do centro e da direita; cerca de 800 homens voltaram a Stirling com relativa facilidade, enquanto outros se dispersaram nos próximos dias. Os Highlanders interromperam sua perseguição para saquear o trem de bagagem, e suas próprias baixas foram enormes, com entre 600 e 800 feridos ou mortos, a grande maioria no flanco esquerdo governamental. Dundee foi fatalmente ferido no final da batalha e morreu pouco depois; uma carta enviada em seu nome a James relatando a vitória é geralmente considerada uma falsificação, embora forneça um resumo útil da ação.

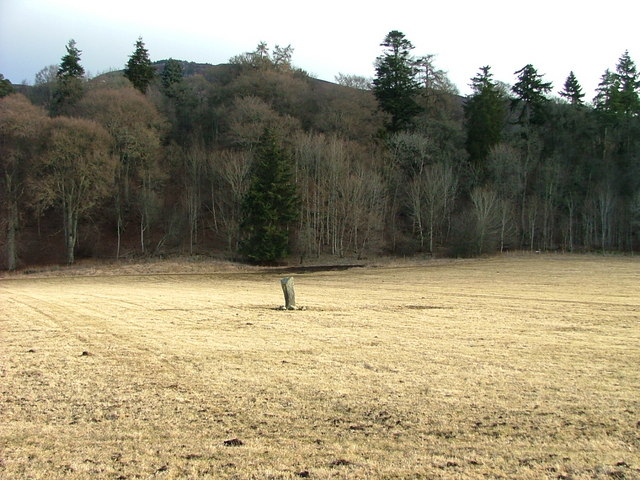
A pedra marcando o suposto local onde Dundee morreu.

Com base nas listas de reunião antes e depois da batalha, as perdas do governo foram de cerca de 2.000 mortos, feridos ou desaparecidos, embora alguns dos "desaparecidos" possam ter desertado. Como os coronéis eram pagos pelo número de homens em seu regimento, havia uma óbvia tentação de superestimar os números pré-batalha, mas é possível que eles tenham sofrido perdas de até 50%.
Alexander Cannon assumiu como líder e, embora não fosse um comandante tão talentoso quanto Dundee, enfrentou os mesmos problemas; sem equipamento de cerco, ele não poderia capturar um porto, tornando o reabastecimento quase impossível, enquanto a falta de cavalaria os tornava vulneráveis em campo aberto. Além disso, sua unidade mais confiável, os Camrons, sofreu baixas particularmente pesadas, enquanto muitos outros Highlanders voltaram para casa com seus saques. Esses fatores significavam que o tempo estava do lado de Mackay, desde que ele evitasse outra emboscada.
Depois que um ataque a Dunkeld em agosto foi repelido com pesadas perdas, Cannon encerrou a campanha. Mackay passou o inverno reduzindo as fortalezas jacobitas e construindo uma nova base em Fort William, enquanto as duras condições climáticas levaram a uma severa escassez de alimentos. Quando Thomas Buchan substituiu Cannon em fevereiro de 1690, ele só conseguiu mobilizar cerca de 800 homens; ele foi pego de surpresa em Cromdale em maio e suas forças se dispersaram. Mackay o perseguiu em Aberdeenshire e em novembro de 1690 renunciou ao comando para Livingstone.
Em 2004, um fragmento de uma granada de mão foi encontrado, fornecendo evidências de seu primeiro uso na Grã-Bretanha 30 anos antes do registrado anteriormente em Glen Shiel em 1719. Uma pesquisa detalhada realizada em 2015 confirmou a localização e a intensidade dos combates a curta distância, juntamente com a descoberta de um grande número de balas de pistola e mosquete.